# Centaurodendron
Centaurodendron là một chi thực vật có hoa trong họ Cúc (Asteraceae).

## Loài
Chi Centaurodendron gồm các loài: